# مستعمره‌های پیشین آلمان
این فهرست دربردارندهٔ مستعمرات و تحت‌الحمایه‌های آلمان خارج از مرزهای این کشور می‌باشد:

## آفریقا
- آفریقای خاوری آلمان
- تانگانیکا
- رواندا-اوروندی (۱۸۸۵–۱۹۱۷)
- ویتو (۱۸۸۵–۱۸۹۰)

مستعمرات آلمان در آفریقا

- کیونگا - از ۱۹۲۰ در تصرف موزامبیک.
- آفریقای جنوب باختری آلمان
- آفریقای باختری آلمان که پس از مدتی به دو ناحیه جداگانه تقسیم شد :
  - کامرون آلمان (۱۸۸۴–۱۹۱۴)
  - توگو (۱۸۸۴–۱۹۱۴)

## اقیانوس آرام

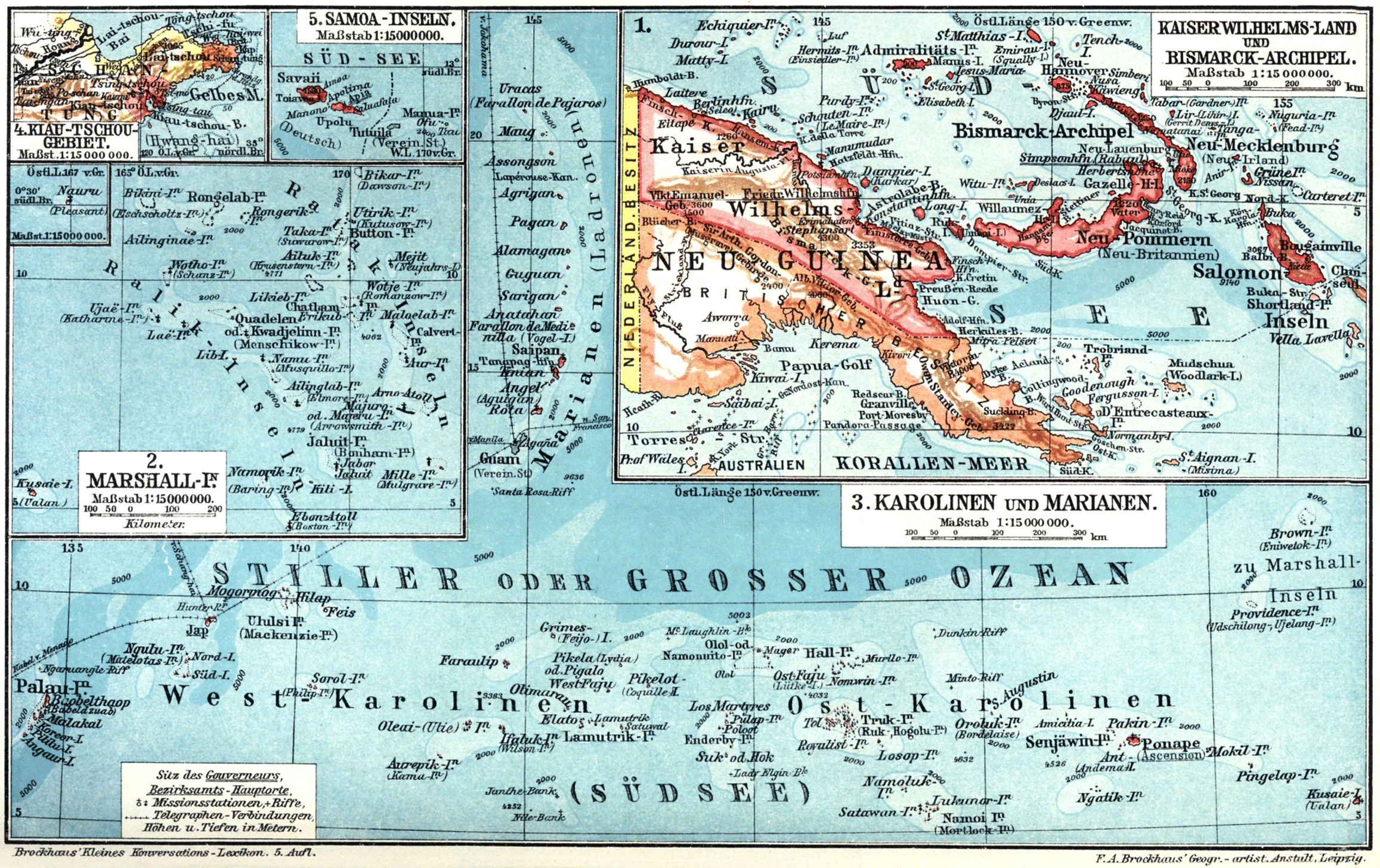
مستعمرات آلمان در اقیانوس آرام

- گینه نو آلمان (۱۸۸۴–۱۹۱۴)
- نائورو (۱۸۸۸–۱۹۱۹)
- جزایر مارشال (۱۸۸۵–۱۹۱۹)
- جزایر ماریانا (۱۸۹۹–۱۹۱۹)
- جزایر کارولین (۱۸۹۹–۱۹۱۹)
- ساموآی آلمان (۱۸۹۹–۱۹۱۴)
- دو شهر در دریای زرد (۱۸۹۲–۱۹۱۴)